# Plectris talinay
Plectris talinay är en skalbaggsart som beskrevs av José E. Mondaca 2010. Plectris talinay ingår i släktet Plectris och familjen Melolonthidae. Inga underarter finns listade i Catalogue of Life.